# Comuna Petreni, Drochia
Comuna Petreni este o comună din raionul Drochia, Republica Moldova. Este formată din satele Petreni (sat-reședință) și Popeștii Noi.

## Demografie
Conform datelor recensământului din 2014, comuna are o populație de 1.002 locuitori. La recensământul din 2004 erau 1.179 de locuitori.

## Administrație și politică
Componența Consiliului local Petreni (9 consilieri), ales la 5 noiembrie 2023, este următoarea:
|  | Partid                            | Consilieri | Componență | Componență | Componență | Componență | Componență |
|  | --------------------------------- | ---------- | ---------- | ---------- | ---------- | ---------- | ---------- |
|  | Partidul Social Democrat European | 5          |            |            |            |            |            |
|  | Partidul Nostru                   | 4          |            |            |            |            |            |